# Helena Janeczek
Helena Janeczek (Monaco di Baviera, 1964) è una scrittrice tedesca naturalizzata italiana.

## Biografia
Nata nel 1964 a Monaco di Baviera, nell'allora Germania dell'Ovest, da genitori polacchi di origine ebraica, dal 1983 vive in Italia, dove ha pubblicato una raccolta di versi in tedesco ed è lettrice per Mondadori della sezione Letteratura straniera. Lezioni di tenebra - ampiamente autobiografico - è uscito in prima edizione per Mondadori nel 1997 ed è stato ripubblicato nel 2011 da Guanda. Il libro ha vinto il Premio Bagutta Opera Prima e il Premio Giuseppe Berto. Del 2002 è il romanzo Cibo. Segue, per il Saggiatore, Bloody Cow, storia di Clare Tomkins, la prima vittima della malattia di Creutzfeldt-Jakob, comunemente nota come "mucca pazza".
Per Guanda ha pubblicato Le rondini di Montecassino, (Premio Nazionale Letterario Pisa 2010 Premio Sandro Onofri 2010, finalista al Premio Comisso 2010, Premio Napoli 2011, e Premio Selezione Bergamo) per raccontare la presenza di polacchi, indiani e altre nazionalità dimenticate a una delle battaglie più cruente della seconda guerra mondiale; il romanzo è stato tradotto in altre lingue. Con il romanzo La ragazza con la Leica, biografia della prima fotoreporter caduta in guerra, Gerda Taro, edito nel 2017, ha vinto il Premio Bagutta 2018, il Premio Selezione Campiello e il premio Strega 2018.
Collabora con "Nazione Indiana" e "Nuovi Argomenti". Prima di approdare in Mondadori era in Adelphi, da cui è uscita per dissensi sulla linea editoriale. Ha tradotto Albert Ehrenstein (1886-1950), Itzhak Katzenelson (1886-1944) e altri poeti. Vive a Gallarate e lavora a Milano. È stata protagonista di molti incontri sul tema della shoah, offrendo il suo pensiero e le sue idee.

## Opere
- Ins Freie: Gedichte, Frankfurt am Main, Suhrkamp, 1989
- Lezioni di tenebra, Milano, Mondadori, 1997 - Nuova ed. Parma, Guanda, 2011
- Cibo, Milano, Mondadori, 2002
- Le rondini di Montecassino, Parma, Guanda, 2010
- Bloody Cow, Milano, Il Saggiatore, 2012
- La ragazza con la Leica, Parma, Guanda, 2017
- Il tempo degli imprevisti, Parma, Guanda, 2024